# Шарлроа
Шарлроа (фр. Charleroi, вал. Tchålerwè) је општина у Белгији у региону Валонија у покрајини Ено. Према процени из 2007. у општини је живело 201.550 становника. У ширем градском подручју живи око 500.000 људи. 
Подручје града Шарлроа је познато по индустрији гвожђа и челика, стакла, хемијској и електро индустрији. Град је средишту великог басена за експлоатацију угља познатог као „Црна земља“ (Pays noir). 

## Географија

### Клима
| Клима (Шарлроа)    | Клима (Шарлроа) | Клима (Шарлроа) | Клима (Шарлроа) | Клима (Шарлроа) | Клима (Шарлроа) | Клима (Шарлроа) | Клима (Шарлроа) | Клима (Шарлроа) | Клима (Шарлроа) | Клима (Шарлроа) | Клима (Шарлроа) | Клима (Шарлроа) | Клима (Шарлроа) |
| Показатељ \ Месец  | .Јан.           | .Феб.           | .Мар.           | .Апр.           | .Мај.           | .Јун.           | .Јул.           | .Авг.           | .Сеп.           | .Окт.           | .Нов.           | .Дец.           | .Год.           |
| ------------------ | --------------- | --------------- | --------------- | --------------- | --------------- | --------------- | --------------- | --------------- | --------------- | --------------- | --------------- | --------------- | --------------- |
| [ тражи се извор ] |                 |                 |                 |                 |                 |                 |                 |                 |                 |                 |                 |                 |                 |

## Становништво
Према процени, у општини је 1. јануара 2015. живело 202.480 становника.
| 1984.  | 2000.  | 2010.  | 2015.  |
| ------ | ------ | ------ | ------ |
| 213041 | 200827 | 202598 | 202480 |

## Партнерски градови
- Шрамберг
- Sélestat
- Manoppello
- Casarano
- Фолоника
- Химеџи
- Hirson
- Saint-Junien
- Доњецк
- Питсбург
- Валдкирх